# Abenteuer mit Timon und Pumbaa
Abenteuer mit Timon & Pumbaa ist eine US-amerikanische Zeichentrickserie der Walt Disney Company, die von 1995 bis 1999 produziert wurde. Sie basiert auf dem Disney-Film Der König der Löwen. Timon und Pumbaa, die im Film jeweils eine Nebenrolle spielen, stehen in dieser Serie nun im Mittelpunkt. Die Serie umfasst 85 Folgen mit je zwei Geschichten. Obwohl die Serie eine Cartoonserie ist, enthält sie auch Sitcom-Elemente, was für eine Disney-Serie aus den 1990er Jahren nicht ungewöhnlich ist. In Deutschland wurde die Serie erstmals ab dem 22. Februar 1997 durch RTL ausgestrahlt.

## Inhalt
In den Geschichten stehen Witz (vor allem durch stark übertriebene Cartoon-Handlung) und Action im Vordergrund. Damit steht die Serie im Gegensatz zum eher ernsten König der Löwen, in dem es weder Menschen noch technologischen Fortschritt gibt. Ihre Abenteuer erleben Timon und Pumbaa sowohl im heimischen Dschungel als auch in Städten wie New York City sowie den entlegensten Winkeln der Erde, z. B. Alaska oder Uruguay oder im Weltall. Auch gibt es Ausflüge in andere Epochen, beispielsweise in das Mittelalter oder in das Alte Rom. Zudem gibt es mit „Die kichernden Hyänen“ und „Rafikis Geschichten“ zwei eigenständige Reihen innerhalb der Serie. Schließlich sind in einigen Folgen Clips zu sehen, z. B. The Lion Sleeps Tonight.

## Figuren
| Figur                | Originalsprecher                      | Deutscher Sprecher |
| -------------------- | ------------------------------------- | ------------------ |
| Timon                | Nathan Lane Quinton Flynn Kevin Schon | Ilja Richter       |
| Pumbaa               | Ernie Sabella                         | Rainer Basedow     |
| Quint                | Corey Burton                          | Arnim André        |
| Shenzi               | Tress MacNeille                       | Hella von Sinnen   |
| Banzai               | Rob Paulsen                           | Frank Lenart       |
| Zazu                 | Michael Gough                         | Eberhard Prüter    |
| Simba                | Cam Clark                             | Frank-Lorenz Engel |
| Speedy, die Schnecke | Corey Burton                          | Thomas Fritsch     |
| Boss Biber           | Brat Garrett                          | Michael Rüth       |
| Rafiki               | Robert Guillaume                      |                    |

Timon ist ein Erdmännchen, das früher als kleiner Trottel seiner großen Familie galt. Laut der Episode „Es war einmal ein Timon“ wurde er aufgrund einer Pflichtverletzung bei der Bewachung seiner Kolonie  verstoßen und traf so auf Pumbaa, der sein bester Freund wurde. Timon steht wie Pumbaa auf Kakerlaken, Käfer, Maden und Würmer. Er ist clever, jedoch auch recht egoistisch. Laut der Episode „Die Erdmännchen-Prüfung“ heißt Timon mit vollem Namen Timon Berkowitz.
Das Warzenschwein Pumbaa ist der beste Freund von Timon. Kakerlaken sind seine Leibspeise. Manchmal kann er nicht an sich halten und furzt plötzlich. Er ist moralisch um einiges gefestigter als Timon und fungiert häufig als dessen Gewissen. Pumbaa macht meist keinen sehr schlauen Eindruck, hat aber gelegentliche Geistesblitze und Anflüge von Intelligenz. Aus der Folge „Angriff der Perlhühner“  geht hervor, dass er einst einem Gral von Warzenschweinen angehört hatte, von dem er allerdings aufgrund seiner Blähungen verbannt wurde. In dieser Zeit hatte er auch eine Lisaison mit Charla, der späteren Anführerin und „Schweinepräsidentin“ des Grals. In der Serie trägt er den Nachnamen Smith.
Mr. Quint ist ein schlechter Mensch, der in der Serie in verschiedenen Rollen auftritt. Meist ist er hinter Timon und Pumbaa her, welche ihm auf den Zeiger gehen. Offenbar gibt es mehrere Quints, seine Rolle ist jedoch immer die des Antagonisten oder Schurken.
Der Bär ist ein namenloser Bär, der meistens mies gelaunt und aggressiv ist. Timon und Pumbaa müssen sich immer wieder in Acht vor ihm nehmen, da er sie sonst auffrisst, wenn sie etwas machen, was ihn aufregt. Dies gelingt ihm allerdings nie, da er sich meist im letzten Augenblick wieder beruhigt. Der Aufwand, den Timon und Pumbaa aufbringen, um ihn ja nicht aufzuregen, erscheint im Nachhinein oft größer als alles, was er ihnen je antun könnte, wenn er sauer wird. 
Boss Biber ist ein cholerischer, arbeitswütiger Biber, der meistens dann auftritt, wenn Timon und Pumbaa aus Versehen in einen seiner Betriebe stolpern und etwas kaputtmachen. Er stellt sich grundsätzlich mit der Begründung, dass er der Boss sei, vor. 
Speedy, die Schnecke ist eine Schnecke, die mit Timon und Pumbaa befreundet ist und ist die einzige Schnecke, die die beiden niemals essen würden. Er ist an Bing Crosby angelehnt. Sie erscheint eher selten in der Show. 
Außerdem treten in der Serie mit Simba, Rafiki, Zazu und den drei Hyänen mehrere bereits aus dem König der Löwen bekannte Charaktere auf.